# Petrojet FC
Der Petrojet Football Club (arabisch نادي بتروجيت الرياضي, DMG Nādī Bitrūǧīt ar-riyāḍī) ist ein ägyptischer Fußballverein mit Sitz in Sues. Der Verein ist vor allem für seine Fußballmannschaft bekannt, die derzeit in der Egyptian Second Division, der zweithöchsten Spielklasse im ägyptischen Fußballligasystem, spielt. Petrojet spielte früher im Cairo International Stadium. Sie tragen ihre Heimspiele mittlerweile im Sues-Stadion aus.

## Geschichte
Nur sechs Jahre nach ihrer Gründung stieg Petrojet FC zur Saison 2005/06 zum ersten Mal in seiner Geschichte in die ägyptische Premier League auf. 2010 und 2015 nahm der Verein am CAF Confederation Cup teil. Die bisher beste Ligaplatzierung konnte jeweils mit dem dritten Rang in der Saison 2008/09 und in der Saison 2013/14 erreicht werden.

## Platzierungen
| Saison   | 2007 | 2008 | 2009 | 2010 | 2011 | 2012 | 2013 | 2014 | 2015 | 2016 | 2017 | 2018 | 2019 | 2020 | 2021 |
| -------- | ---- | ---- | ---- | ---- | ---- | ---- | ---- | ---- | ---- | ---- | ---- | ---- | ---- | ---- | ---- |
| Liga     | 1    | 1    | 1    | 1    | 1    | 1    | 1    | 1    | 1    | 1    | 1    | 1    | 1    | 2    | 2    |
| Position | 7    | 5    | 3    | 5    | 10   | 15   | 12   | 3    | 13   | 11   | 9    | 12   | 16   | 2    | 6    |